# Colonia Morelos, Zacatecas
Colonia Morelos är en ort i Mexiko.   Den ligger i kommunen Valparaíso och delstaten Zacatecas, i den centrala delen av landet, 600 km nordväst om huvudstaden Mexico City. Colonia Morelos ligger 2 072 meter över havet och antalet invånare är 244.
Terrängen runt Colonia Morelos är varierad. Colonia Morelos ligger nere i en dal. Runt Colonia Morelos är det mycket glesbefolkat, med 5 invånare per kvadratkilometer. Närmaste större samhälle är J. Jesús González Ortega, 14,2 km väster om Colonia Morelos. Omgivningarna runt Colonia Morelos är i huvudsak ett öppet busklandskap.